# Magne Dæhli
Magne Dæhli, född 24 april 1987 i Løten, är en norsk orienterare som tog silver i stafetten vid VM 2012 och 2015. I junior-VM har han tagit ett guld och två silver. Han är son till den norske orienteraren Sigurd Dæhli.